# František Batthyány
František Batthyány z Németújváru (maďarsky németújvári Batthyány Ferenc či Ferenc Batthyány de Németújvár, chorvatsky Franjo Baćan, 28. října 1497, Budín – 28. listopadu 1566, Güssing) byl uherský šlechtic a magnát z mocného rodu Batthyányů. Sloužil jako císařský generál a chorvatský bán.

## Život
Pocházel z chorvatsko-uherského rodu Batthyányů. Vykonával funkci chorvatského bána nejprve v letech 1522–1526 společně s Ivanem Karlovićem, a poté v letech 1527–1531 samostatně jako pobočník krále Ferdinanda I. V roce 1527 souběžně s ním tento úřad zastával také jeho oponent Kryštof I. Frankopan, který však téhož roku zemřel na následky zranění při obléhání Varaždína.